# باردو (استان اشوی‌داشکسیه)
باردو (به لهستانی: Bardo) یک منطقهٔ مسکونی در لهستان است که در گمینا راکوو واقع شده‌است. باردو ۵۴۰ نفر جمعیت دارد.